# Marine Serre
Marine Serre, née le 13 décembre 1991 à Brive-la-Gaillarde, est une styliste française, lauréate, notamment, du prix 2017 LVMH.

## Biographie
Fille d'un contrôleur de la SNCF, elle est, adolescente, un espoir du tennis, mais elle échoue aux pré-sélections du tournoi de Roland-Garros. Marine Serre grandit à Sainte-Féréole (Corrèze), « à 475 kilomètres et plusieurs années-lumière de la capitale de la mode ». Elle finit cependant par se découvrir un intérêt pour la mode : « J'ai intégré un pensionnat d'arts appliqués, j'étais jeune, je devais me débrouiller seule. Comme toutes les ados, j'étais en représentation permanente, habillée de fripes bariolées de l'Emmaüs d'Aurillac ou des vêtements de fond de placard de mes parents […] Le chic, c'était ma mère qui portait des tailleurs La City. Je lui ai tout volé : les sous-pulls lilas, les imprimés pied-de-poule, les petites chaussures à bout carré. Quelle tristesse que l'enseigne ait fermé ! ».
Après sa formation en arts appliqués au lycée Raymond-Loewy de La Souterraine,, elle poursuit par une formation approfondie au lycée professionnel La Calade à Marseille où elle obtient son BTS, puis à l'école de La Cambre de Bruxelles.
Elle effectue des stages dans des maisons bien connues. Le premier de ces stages est chez Alexander McQueen. Lorsqu'elle y travaille, Alexander McQueen, qu'elle a eu au téléphone et qui lui a donné envie de poursuivre vers ce métier, vient de mourir, laissant une équipe londonienne meurtrie. Puis elle effectue d'autres stages, notamment chez Dior, et chez Margiela.
En décembre 2014, la jeune styliste réalise une campagne de financement participatif sur KissKissBankBank pour financer une collection présentée dans le cadre de son master : 10 silhouettes femme. Diplômée en 2016, elle retient vite l'attention, renforcée par l'attribution en 2017 du prix des jeunes créateurs LVMH,,,,.
Elle devient designer stagiaire chez Balenciaga (« les stages dans ce secteur sont interminables », dit-elle), tout en développant aussi ses propres collections, mettant à profit le montant du prix du jeune créateur LVMH, 300 000 euros. Elle se choisit pour ces collections personnelles un logo en croissant de lune, et opte pour un style radical : tee-shirts microscopiques, robes imperméables transparentes, combinaisons intégrales en seconde peau, etc. Ses créations évoquent également l'univers du sportswear,,.

## Upcycling
Marine Serre fait de l’upcycling un pilier central de son approche créative, en transformant des matériaux de seconde main en pièces de haute couture, une démarche régulièrement saluée par la presse spécialisée,,: « elle hybride autant qu’elle confectionne », écrit de son travail la journaliste Marie Ottavi. Une de ses collections est présentée à la Fashion Week parisienne de 2018.
En mars 2022, elle organise sa première exposition à Lafayette Anticipations autour de l'exploration des matériaux et du processus créatif.
En mars 2025, Marine Serre présente à la Monnaie de Paris une robe conçue à partir de 150 bracelets de montres recyclés, dans le cadre de sa collection automne-hiver 2025-2026. Cette pièce illustre son engagement en faveur de la mode circulaire.

## Personnalité
En juin 2017, à l'occasion de la remise du prix LVMH pour les jeunes créateurs de mode, Karl Lagerfeld, membre du jury, déclare à propos de Marine Serre : « 1,50 m, mais une volonté de fer »,.
Marine Serre est souvent décrite comme une personne disciplinée, déterminée et méthodique, des qualités qu'elle attribue à sa formation sportive. Avant de se consacrer pleinement à la mode, elle a pratiqué le tennis à très haut niveau pendant plus de treize ans, s'arrêtant aux portes du tournoi de Roland-Garros,,.